# Монгольское нашествие на Русь
Монго́льское наше́ствие на Русь, также известное как Наше́ствие Баты́я — вторжения войск Монгольской империи на территорию русских княжеств в 1237—1241 годах в ходе Западного похода монголов (Кипчакского похода) 1236—1242 годов под предводительством чингизида Батыя и военачальника Субэдэя.
Традиционно в историографии нашествие подразделяется на первый (1237—1238) и второй (1239—1241) походы Батыя, но если первый поход совпал с первым вторжением (разорены Рязанское и Владимиро-Суздальское княжества, пограничные районы Новгородской республики, Смоленского и Чернигово-Северского княжеств с декабря 1237 по май 1238 года), то между первым и вторым походами было ещё одно вторжение (в Поволжье, 1238—1239 либо весна 1239), а во «второй поход» объединяют три отдельных вторжения в южнорусские земли (по возрастанию мощности: разорение Переяславского княжества весной 1239 года, разорение Чернигово-Северского княжества осенью 1239 года и разорение Киева и юго-западной Руси с осени 1240 по весну 1241 года). В то же время Большая российская энциклопедия, наоборот, выделяет во второй этап нашествия только последнее вторжение, объединяя все первые вторжения в первый этап. Первое вторжение на Русь было проведено монголами после победы над Волжской булгарией, мордвой и половцами, а последнее вторжение на Русь развилось в поход в Центральную Европу вплоть до «последнего моря».

## Предыстория
Планы завоевания Восточной Европы складывались у монголов задолго до похода Батыя. Ещё в 1207 году Чингисхан направил своего старшего сына Джучи на завоевание племён, обитавших к северу от реки Селенги и в долине Иртыша. При этом в состав улуса Джучи были включены и земли Восточной Европы, которые планировалось завоевать в дальнейшем. Однако при жизни Чингисхана эти планы не были реализованы, а поход тридцатитысячного войска Субэдэя и Джэбэ в Закавказье и Юго-Восточную Европу в 1222—1224 годах традиционно считается разведывательным, хотя «Сокровенное сказание» и Рашид ад-Дин прямо говорят о том, что целью этого похода, который должен был быть поддержан и силами Джучи, были половцы, аланы, Венгрия и Русь, включая Киев, а курултай 1235 года, после которого нашествие в Европу всё же состоялось, лишь повторил эти цели. Во время этого похода монголов 31 мая 1223 года произошла битва на Калке, окончившаяся поражением русско-половецкого войска. В результате этой разведки монголы изучили будущий театр боевых действий, познакомились с русскими войсками и укреплениями, получили информацию о внутреннем положении русских княжеств. Из половецких степей войско Субэдэя и Джэбэ двинулось в Волжскую Булгарию, где было разбито и вернулось по степям современного Казахстана в Среднюю Азию.
Новым шагом по завоеванию Восточной Европы стал поход Субэдэя и его 30-тысячного корпуса в прикаспийские степи, начавшийся в конце 1220-х годов. Появление монголов на Яике русские летописи датировали 1229 годом. Войско Субэдэя потеснило саксин, половцев и сторожевые отряды булгар на Яике, а затем утвердилось в юго-западной части Башкирии. После курултая 1229 года на помощь Субэдэю пришли войска улуса Джучи. Совместные атаки были направлены на половцев, башкирские земли, а с 1232 года и на булгар. Атаки монголов в этих направлениях продолжались до 1235 года.

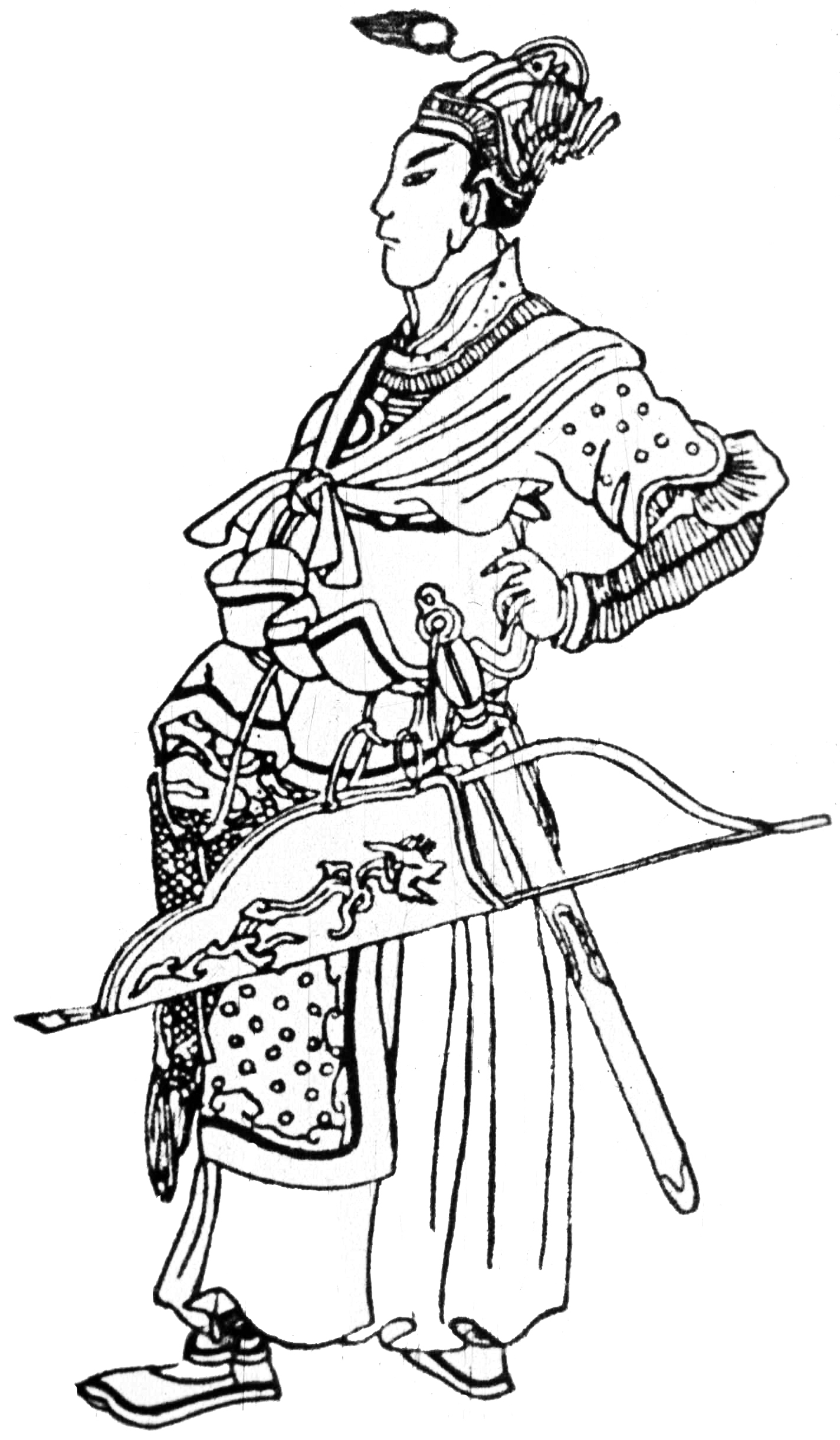
Батый на средневековом китайском рисунке XIV века

В 1235 году был созван очередной курултай. Причиной созыва стала нехватка сил у улуса Джучи для масштабного наступления на Восточную Европу. Курултай наметил общемонгольский поход, в котором должны были принять участие и войска других улусов.
«Сокровенное сказание» сообщает о том, что Угэдэй
...отправил в поход Бату, Бури, Мунке и многих других царевичей на помощь Субеетаю, так как Субеетай-Баатур встречал сильное сопротивление со стороны тех народов и городов, завоевание которых ему было поручено еще при Чингис-хане, а именно-народов Канлин, Кибчаут, Бачжигит, Орусут, Асут, Сесут, Мачжар, Кешимир, Сергесут, Булар, Келет (китайская «История монголов» добавляет не-ми-сы) а также и городов за многоводными реками Адил и Чжаях, как то: Мекетмен, Кермен-кеибе и прочих... Когда же войско будет многочисленно, все воспрянут и будут ходить с высоко поднятой головой. Вражеских же стран там много, и народ там свирепый. Это — такие люди, которые в ярости принимают смерть, бросаясь на собственные мечи. Мечи же у них, сказывают, остры».
Список чингизидов, принявших участие в походе, присутствует в таких произведениях как «Сокровенное сказание», «Юань ши», «Сборник летописей» персидского историка Рашид ад-Дина. Согласно их данным, помимо Батыя, в походе участвовали следующие чингизиды: сыновья Джучи Орда-Ежен, Шибан, Тангкут и Берке, внук Чагатая Бури и сын Чагатая Байдар, сыновья Угэдэй Гуюк и Кадан, сыновья Толуя Мункэ и Бучек, сын Чингисхана Кюльхан, внук брата Чингисхана Аргасун. По предположению историка Каргалова, каждый чингизид вёл с собой один или несколько туменов войска. Первоначально Угэдэй сам планировал возглавить кипчакский поход, но Мунке отговорил его. О том, какое значение придавали чингизиды покорению русских, свидетельствует монолог Угэдэя в адрес Гуюка, недовольного Батыевым руководством.
В 1235 и начале 1236 годов собравшееся войско готовилось к наступлению, а затем покорило башкирские племена, которые были вынуждены выделить в состав монгольского войска несколько отрядов. Осенью 1236 года монголы сосредоточились в прикаспийских степях под общим руководством сына Джучи Батыя.
Первый удар объединённого войска чингизидов обрушился на Волжскую Булгарию. До середины 1220-х она находилась в постоянном конфликте с Владимиро-Суздальским и Муромо-Рязанским княжествами. Стороны предпринимали походы, происходили постоянные стычки, победы в которых, в основном, одерживали русские войска. Однако с появлением монголов у своих границ булгары стали искать мира, что встретило понимание и поддержку у русских князей. На протяжении нескольких лет русские и булгары нормализовали отношения, что позволило Волжской Булгарии бросить все силы на подготовку к отражению предполагаемого вторжения монголов. Были созданы валы в лесах, прикрывавшие основные города, сами города были укреплены, увеличились гарнизоны. Однако все эти меры оказались тщетными — Волжская Булгария была разгромлена и полностью завоёвана к весне 1237 года. О разгроме и массовом опустошении страны сообщают как русские летописи, так и восточные источники. Были разрушены почти все города, опустошению подверглась и сельская местность.
Следующим этапом похода стала атака на половцев и аланов. Из района Нижней Волги монголы двинулись широким фронтом к устью Дона, где произошло очередное сосредоточение войск. Наступление продолжалось до осени 1237 года и закончилось разгромом половцев и алан. После этого монголы захватили земли буртасов, мокши и эрзи. Грандиозное Золотарёвское сражение произошло вблизи стратегической переправы через реку Суру. По мнению историка Каргалова, боевые действия в 1237 году были предприняты для создания плацдарма для похода на Русь. К концу года огромное монгольское войско и союзные Батыю отряды стояли на рубежах Руси.
Подготовка к зимнему походу на Северо-Восточную Русь монголами была начата осенью 1237 года. Их войска группировались у Воронежа, туда же стягивались отряды, ранее воевавшие с половцами и аланами.
В исторической литературе нередко высказывалось мнение о том, что нападение монголо-татар на русские княжества для последних было полной неожиданностью. Однако, то, что после разгрома в 1223 году русско-половецких войск на Калке монголо-татары вновь появились у границ Руси в 1229 году и к 1236 году покорили её соседей, говорит о том, что русские князья должны были ожидать нападение на свои земли. Тесные связи Булгара с Суздалем, которые кроме прочего были вовлечены в споры о контроле над торговыми путями, а также наплыв в русские земли многочисленных беженцев, которые передавали сведения о завоевателях, также является подтверждением тому, что по крайней мере владимирским и рязанским князьям было хорошо известно не только о готовящемся нападении, но и о времени его начала. О том, что приграничные русские княжества знали о готовящемся вторжении, свидетельствуют и письма-донесения венгерского монаха-миссионера, доминиканца Юлиана, о подготовке к вторжению на Русь трёх четвертей монгольского войска:
Многие передают за верное, и князь суздальский передал словесно через меня королю венгерскому, что татары днём и ночью совещаются, как бы прийти и захватить королевство венгров-христиан. Ибо у них, говорят, есть намерение идти на завоевание Рима и дальнейшего... Ныне же, находясь на границах Руси, мы близко узнали действительную правду о том, что всё войско, идущее в страны Запада, разделено на четыре части. Одна часть у реки Этиль (Волги) на границах Руси с восточного края подступила к Суздалю. Другая же часть в южном направлении уже нападала на границы Рязани, другого русского княжества. Третья часть остановилась против реки Дона, близ замка Oveheruch, также княжества русских. Они, как передавали нам словесно сами русские, венгры и болгары, бежавшие перед ними, ждут того, чтобы земля, реки и болота с наступлением ближайшей зимы замёрзли, после чего всему множеству татар легко будет разграбить всю Русь, всю страну Русских.
Ввиду разобщённости, а то и враждебной разрозненности русских князей, они не сумели не только скоординировать оборону всех русских земель, но и не успели предпринять достаточно чрезвычайных оборонительных мер в своих княжествах.

## Силы сторон

### Монгольская армия

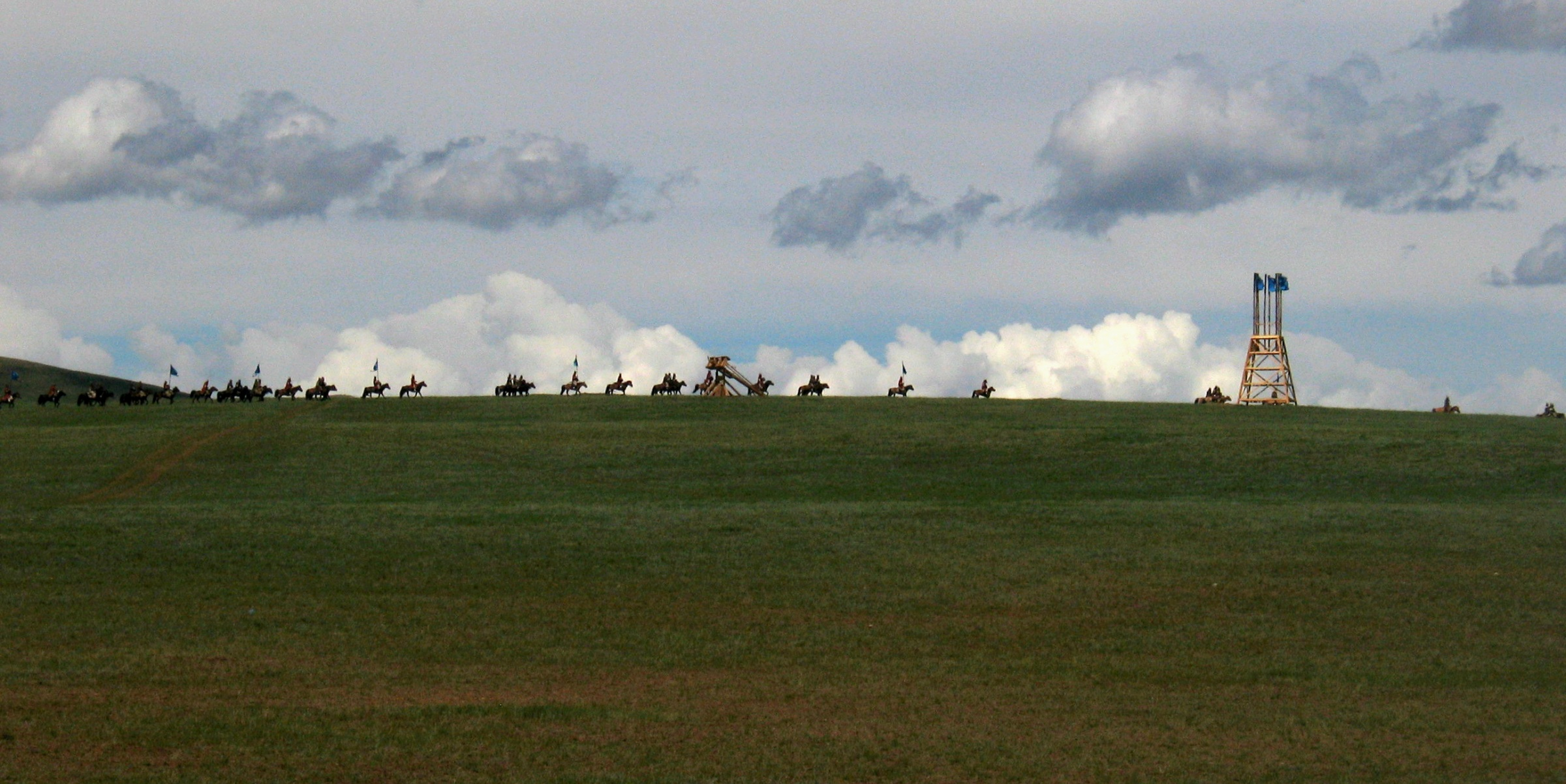
Монгольская армия на марше. Современная реконструкция

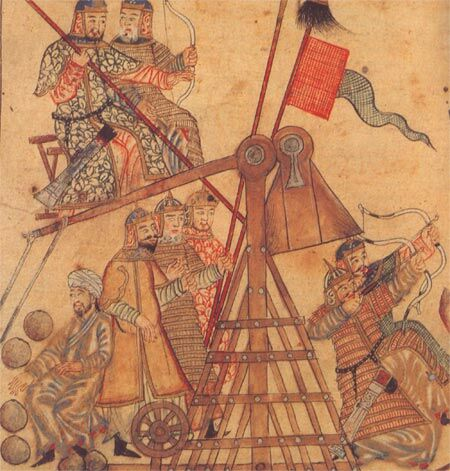
Тяжеловооружённые монгольские воины рядом с осадным орудием. Миниатюра из хроники Рашид ад-Дина

Точная численность войск Батыя, вторгшихся в русские земли, неизвестна. Русскими дореволюционными историками размер орды определялся от 164 000 (Иванин) до 300 000 (С. М. Соловьев) воинов, а с учётом отрядов, примкнувших по пути, и отрядов народов, покорённых на пути к Волге, озвучивалось число в 500 000 человек. Схожие оценки давали советские историки. Древнерусские летописи и армянские хронисты не дают точных значений, указывая только на огромный размер монгольской армии. Европейские авторы называют огромные цифры. Так, Плано Карпини говорил о 600 000 воинах, осаждавших Киев, а венгерский хронист Шимон из Кезы писал о «полумиллионе монголов», вторгшихся в Венгрию. Персидский историк Рашид ад-Дин в завещании Чингисхана упоминал 129 000 воинов (сюда не включены союзные монголам отряды).
В современных оценках вопрос численности также остаётся дискуссионным. Разные исследователи называют следующие цифры:
- 120—140 тысяч воинов по оценке Р. П. Храпачевского[25]
- Историк В. В. Каргалов писал: «Цифра в 300 тыс. человек, которую обычно называли дореволюционные историки, является спорной и завышенной… Таким образом, общую численность монголо-татарского войска, приготовившегося к походу на русские княжества, можно определить в 120—140 тыс. человек»[26].
- Голландский историк Лео Де Хартог оценивал армию в 120 тысяч человек[27][28].
- Н. Ц. Минкуев оценивал численность в 139 тысяч человек[29][30].
- Г. В. Вернадский оценил ядро войска монголов в 50 тысяч человек, но так же принимал и оценку до 140 тысяч с учётом примыкавших воинов из тюркских народов. Однако он отмечал, что в силу сложнейшей логистики XIII века на Руси, численность войска единовременно и в одном месте не могла составлять более 50 тысяч, с учётом того, что оно постоянно двигалось[29].

В походе на север не упоминаются братья Батыя Шейбан и Танкгут, двоюродные братья Байдар и Бучек и троюродный племянник Аргасун. По версии, считающей у каждого чингизида по тумену, на Русь пошло всего 70 тыс, остальные остались в степях. По одной из версий, и Мунке на зиму 1237/38 не прерывал свой половецко-северокавказский рейд, в связи с которым Батый положительно отзывался о нём перед Угэдэем.
Тактика монголов носила ярко выраженный наступательный характер. Они стремились наносить стремительные удары по захваченному врасплох противнику, дезорганизовать и внести разобщённость в его ряды. Они, по возможности, избегали больших фронтальных сражений, разбивая противника по частям, изматывая его непрерывными стычками и внезапными нападениями. Для боя монголы строились в несколько линий, имея в резерве тяжёлую конницу, а в передних рядах — формирования покорённых народов и лёгкие отряды. Бой начинался метанием стрел, которыми монголы стремились внести замешательство в ряды противника. Также они старались внезапными ударами прорвать фронт противника, разделить его на части, широко применяя охваты флангов, фланговые и тыловые удары.
Сильной стороной монгольской армии было непрерывное руководство боем. Ханы, темники и тысячники не бились вместе с рядовыми воинами, а находились позади строя, на возвышенных местах, направляя движение войск флагами, световыми и дымовыми сигналами, соответствующими сигналами труб и барабанов.
Вторжению монголов обычно предшествовали тщательная разведка и дипломатическая подготовка, направленная к изоляции противника и раздуванию внутренних усобиц. Затем происходило скрытое сосредоточение монгольских войск у границы. Вторжение обычно начиналось с разных сторон отдельными отрядами, направлявшимися, как правило, к одному ранее намеченному пункту. Прежде всего, монголы стремились уничтожить живую силу противника и не дать ему пополнять войска. Они проникали вглубь страны, уничтожая всё на своём пути, истребляли население и угоняли стада. Против крепостей и укреплённых городов выставлялись наблюдательные отряды, опустошавшие окрестности и занимавшиеся подготовкой к осаде.

### Силы русских княжеств

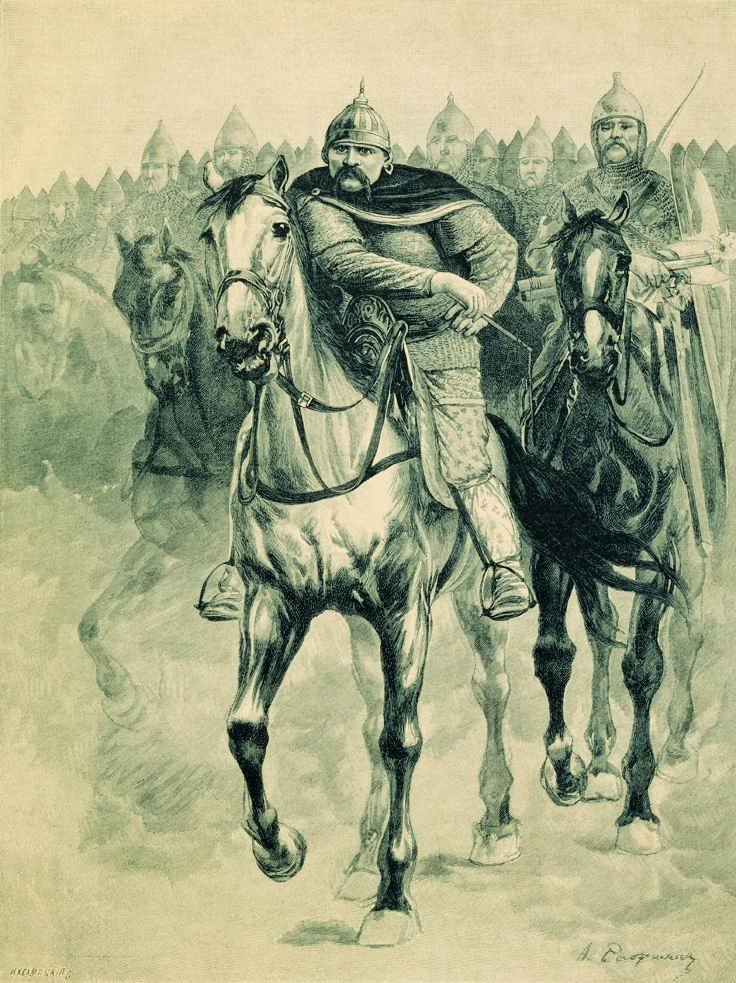
Русская конница, рисунок 1895 года

Княжеские дружины превосходили монгольскую армию по вооружению, тактическим приёмам и боевому строю. Вооружение русских дружинников, как наступательное, так и оборонительное, славилось далеко за пределами Руси. Массово применялись тяжёлые доспехи. Однако, дружины, как правило, не превышали численности в несколько сотен человек и были малопригодны к действиям под единым командованием и по единому плану. В то же время, основной частью древнерусского войска было ополчение. Оно уступало кочевникам в вооружении и умении владеть им. Ополчением использовались топоры, рогатины, реже — копья; мечи использовались редко.
Русские летописи не содержат точных цифр общей численности войск русских княжеств. По мнению историка С. М. Соловьёва, северные княжества в случае опасности могли выставить до 50 тыс. воинов, такое же количество могли выставить южные княжества. С подобными оценками согласны многие исследователи (А. А. Строков, В. В. Каргалов, Д. Г. Хрусталёв), причём уточняется, что половина всех сил (около 50 тыс воинов) могло приходиться на Владимир и Новгород, на войска которого мог рассчитывать владимирский князь. В битве под Коломной владимирское войско могло достигать 20 тыс человек, однако, более чем на 2/3 состояло из ополченцев.
Учитывая, что демографический потенциал Руси на тот момент составлял примерно 12 млн человек, то русские княжества, теоретически, могли выставить и более 100 тыс. войска, однако, ввиду отсутствия из-за феодальной раздробленности единого воинского резерва на Руси, практически сделать это было невозможно. Согласно традиционной точке зрения, на военной организации русских княжеств отрицательно сказывалась феодальная раздробленность. Дружины князей и городов были разбросаны по огромной территории и слабо связаны друг с другом, концентрация значительных сил была связана с трудностями. Собранное единственный раз против монголов ещё до нашествия войско нескольких крупных княжеств (Битва на Калке в 1223 году), хотя могло превосходить войска, громившие половцев в эпоху Владимира Мономаха, не имело единого командования, что и стало главной причиной поражения. Во время нашествия русские князья ни разу не прибегли к такому же широкому военному союзу (между отдельными ветвями Рюриковичей) или со своими соседями, также ставшими (как и половцы в 1223 году) жертвами монгольского нашествия.
Существует и точка зрения, практически исключающая определяющую роль каких-либо особенностей Руси того времени в успехе монгольского нашествия:
Учёные, склонные к негативной оценке феодального периода (периода государственной раздробленности), в числе губительных следствий политического разобщения Руси обычно упоминают монголо-татарское завоевание. Мнение, будто Русь смогла бы противостоять Батыю, если бы не раздоры князей, представляется не слишком убедительным. Как известно, завоевателям, двинувшимся в начале XIII в. из степей Монголии на запад, удалось покорить многие племена и государства, стоявшие на самых разных ступенях общественного развития. Объективное военное превосходство «кочевой империи» Чингисхана и орд его преемников над оседлыми земледельческими цивилизациями Китая, Средней Азии, Кавказа, Восточной Европы привело к временному (порой довольно длительному) подчинению обширных областей иноземным завоевателям
Р. Г. Скрынников, говоря о том, что накануне нашествия князь киевский и новгородский Ярослав Всеволодович обладал наибольшими военными силами, подчёркивает его неучастие в сопротивлении нашествию и предполагает, что уже тогда между Переяславлем-Залесским и Монгольской империей зародились отношения, характерные для последующего периода. Однако, часть историков, опираясь на сообщение Лаврентьевской летописи по Академическому списку, считают, что новгородцы приняли участие в битве под Коломной.

## Поход на Северо-Восточную Русь (1237—1238)

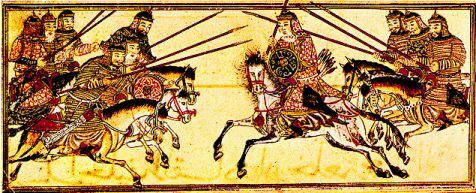
Тяжеловооружённые монгольские всадники. Персидская миниатюра XIV в.

### Разорение рязанских земель, битва под Коломной
В конце осени 1237 года войско Батыя появилось на южных рубежах Рязанского княжества. Вскоре в Рязань прибыло монгольское посольство, потребовавшее от князя Юрия Ингваревича «десятины во всем: в людях, в князьях, в конях, во всём десятое». Князь Юрий ответил: «когда нас не будет, тогда возьмёте все». Согласно «Повести о разорении Рязани Батыем», князь сразу послал за помощью к Юрию Всеволодовичу Владимирскому и Михаилу Всеволодовичу Черниговскому. Согласно же Новгородской летописи, послы были отправлены лишь после поражения рязанских войск на р. Воронеже. Монгольских послов Юрий Ингваревич также отправил во Владимир, хотя историк Д. Г. Хрусталёв считает сообщение об этом домыслами позднейших летописцев, стремившихся оправдать владимирских князей. Согласно «Повести…», Юрий Ингваревич отправил к Батыю ответное посольство, которое возглавил его сын Фёдор. Батый принял дары послов и устроил в их честь пир, где пообещал не нападать на Рязанское княжество. На пиру чингизиды начали требовать у послов их дочерей и жен, а сам Батый потребовал от Фёдора жену Евпраксию привести себе на ложе. Получив отказ, монголы перебили посольство. Узнав о смерти мужа, Евпраксия вместе с грудным ребёнком бросилась с крыши терема.
Битва на реке Воронеж. Чтобы усилить гарнизоны на границе княжества и не допустить прорыва противника, Юрий Ингваревич вывел свои полки, а также полки муромских князей и пронских князей к границе, где, возможно, произошло сражение на реке Воронеже (не все историки принимают сведения «Повести…», имеющей много неточностей). «Повесть…» упоминает о нескольких частных прорывах рязанцев, имея в виду, возможно, действия против монгольского авангарда, однако битва была проиграна. В бою, по версии Войтовича Л. В., погибли Юрий Давыдович и Олег Юрьевич муромские. По версии «Повести…», в битве пал и Юрий Ингваревич.

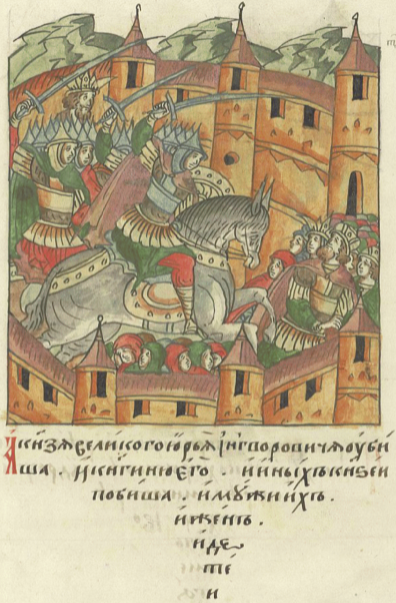
Разгром Рязани и гибель Юрия Ингваревича

После битвы армия Батыя двинулась вдоль реки Прони, уничтожая города и сёла. Ипатьевская летопись сообщает о бегстве во Владимир сына Михаила Всеволодовича Пронского, сам Пронск был разрушен. Тумены Батыя взяли штурмом и разрушили город Белгород-Рязанский и Дедославль.
Оборона Рязани. Батый повёл войска к Рязани, подступив к городу 16 декабря. Монголы начали обносить Рязань тыном. Как только город был отрезан от внешнего мира, начался штурм. Атаковавшие постоянно бросали в бой свежие силы, в то время как рязанцам было не откуда ждать помощи. Только после пяти дней боев 21 декабря 1237 года войска Батыя ворвались в Рязань. Князь Юрий Ингваревич погиб, в монгольский плен попал князь Олег Ингваревич Красный. Монголы держали его в плену до 1252 года и только тогда отпустили на Русь. Население города было перебито. Данные летописей о массовом уничтожении жителей Рязани, в том числе детей и стариков, подтверждаются археологическими раскопками, проведенными в городе в 1977—1979 годах. Монголы уничтожили не только Рязань, но и разорили все княжество. При этом подавляющее большинство городов (десятки городищ), уничтоженных монголами в 1237—1238 годах, как на Рязанщине, так и по всей Руси, историкам и археологам идентифицировать не удаётся.
Битва под Коломной. От разгромленной Рязани тумены Батыя двинулись по льду Оки в направлении Коломны, разрушая приокские города: Ожск, Ольгов, Переяславль-Рязанский, Борисов-Глебов. Точное время подхода Батыя к Коломне неизвестно, разные историки датируют 3-дневную битву в пределах 1-й декады января 1238 года. Владимирский княжич Всеволод, прибывший в Коломну со всими людьми, и воевода Еремей Глебович, привели владимирскую дружину. В город также прибыли остатки рязанских войск во главе с Романом Ингваревичем и, возможно, новгородские полки. Воевода Еремей с князем Романом возглавили сторожевой полк. Русские вели бой в окружении, однако, известно, что в армии Батыя был убит один из чингизидов, обычно находившихся позади войска, младший сын Чингисхана Кулькан. Это позволяет историкам предположить, что порядок монгольских войск был нарушен в ходе сражения, и русским удалось прорваться в тыл противника. Последние схватки велись у надолбов (коломенских защитных сооружений), к которым оказались прижаты защитники. Воевода Еремей и князь Роман Ингваревич пали в бою, князь Всеволод с малой частью дружины сумел спастись.
Евпатий Коловрат — рязанский боярин, который, по одной из версий, возглавлял посольство, направленное в Чернигов за помощью, вернулся позже «в малой дружине». Согласно летописи, Михаил Черниговский не предоставил помощь, потому что «рязанские с ним на Калку не пошли». Евпатий Коловрат вместе с остатками рязанских войск благодаря внезапности нападения смог нанести им существенные потери. В некоторых редакциях «Повести о разорении Рязани Батыем» упоминается о торжественных похоронах Евпатия Коловрата, происходившие в Рязанском соборе 11 января 1238 года. Согласно «Повести…», Коловрат нагнал монголов в пределах земли Суздальской, первым городом которой на пути монголов была Москва, осаждённая 15 января.
Согласно мнению современных историков-медиевистов, нет оснований считать рассказ о Евпатии Коловрате изображением реальных событий. О Евпатии нет известий ни в каких иных источниках, кроме «Повести о разорении Рязани Батыем».

### Поражение Владимиро-Суздальского княжества

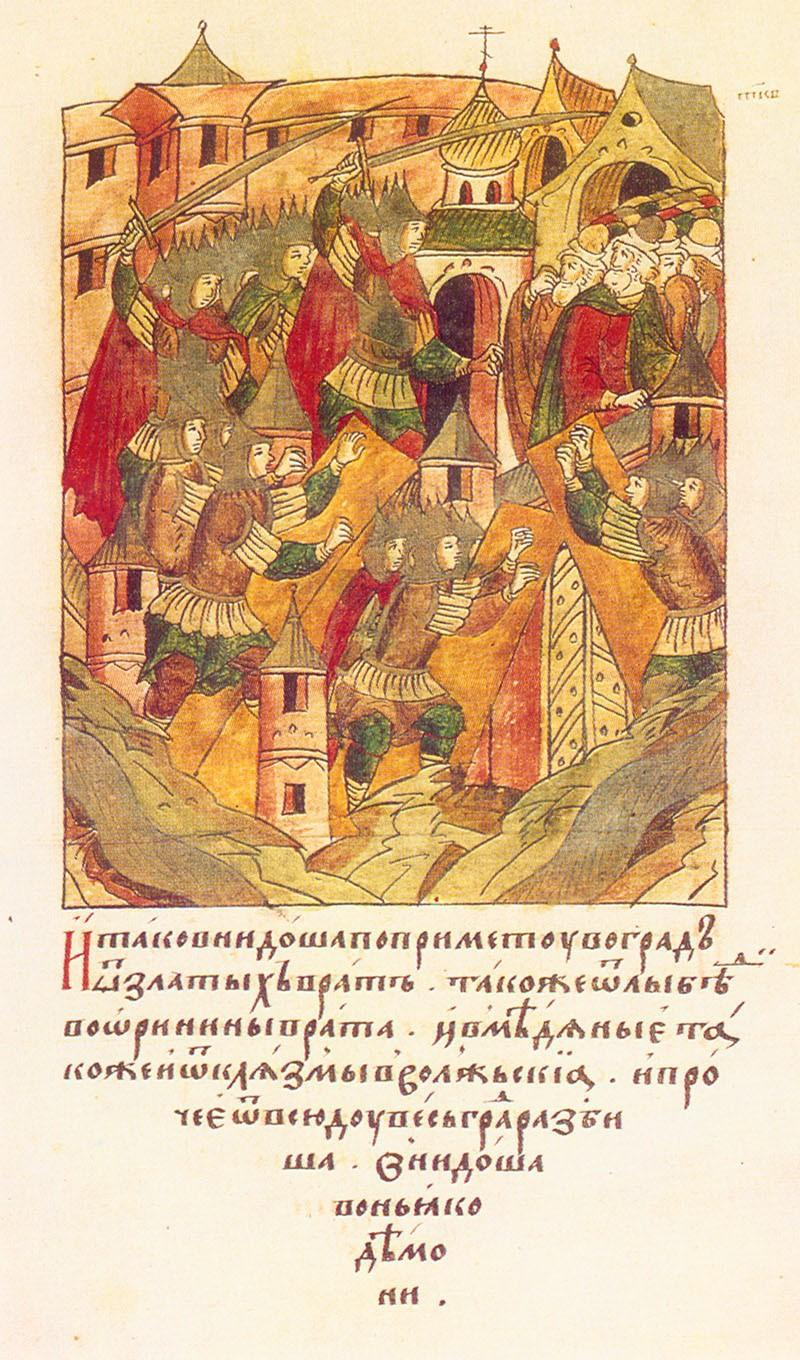
Взятие Владимира монголами

Разграбив Коломну, тумены Батыя по льду Москвы-реки двинулись вглубь Владимиро-Суздальского княжества. Около 15 января они подошли к Москве, где правил сын владимирского князя Владимир Юрьевич. По сообщению Рашид ад-Дина, монголо-татарские отряды смогли взять Москву после пяти дней осады. Лаврентьевская летопись так описала разорение города:

«Взяша Москву татарове, и воеводу убиша Филипа Нянка за правоверную хрестьянскую веру, а князя Володимера яша руками, сына Юрьева, а люди избиша от старьца и до сущаго младенца; а град и церкви святыя огневи предаша, и манастыри вси и села пожгоша и много именья вземше отъидоша»
Уничтожив город и разграбив его окрестности, Батый повел войско на Владимир. Каким именно путем шли монголо-татарские тумены, неизвестно. В. В. Каргалов писал, что наиболее вероятным было движение по льду Клязьмы. 4 февраля 1238 года армия монголов подошла к Владимиру. Город имел мощные укрепления — валы и стены «Нового города», стены «Ветшаного города» и стены детинца (Печернего города, с XVII века — Владимирского кремля). За несколько дней до этого Юрий Всеволодович с небольшой дружиной отправился на реку Сить собирать войска для новой битвы с противником, ожидая полки своих братьев Ярослава (ряд историков полагает, что на Сити Юрий ждал новгородские войска) и Святослава. Во Владимире остались семья Юрия: жена и сыновья Всеволод и Мстислав, а также часть дружины во главе с воеводой Петром Ослядюковичем. Подойдя к городу, монголо-татарские воины показали стоявшим на стенах князьям и горожанам плененного при разгроме Москвы Владимира Юрьевича и потребовали добровольной сдачи города. Услышав отказ, они убили Владимира и начали готовиться к осаде.
В тот же день часть монгольского войска двинулась к Суздалю и разграбила город. Население было частью убито, а частью уведено в плен, окрестные поселения и монастыри сожжены. 6 февраля этот отряд вернулся в лагерь у Владимира. К этому времени город был обнесен тыном, напротив стен были размещены камнемётные орудия, и ранним утром 7 февраля, в воскресенье, монголы пошли на приступ. Им удалось разрушить стены в нескольких местах, но в этот день штурм был отбит. 8 февраля атака возобновилась, защитники города не смогли удержать пробитые ранее бреши в стенах, монголы ворвались в «Новый город» и подожгли его. Многие жители погибли в огне. Части удалось укрыться за стенами «Мономахова города», но удержаться там защитники не смогли и уцелевшие отступили в детинец — последний оплот обороны Владимира. Тогда сын Юрия Всеволод с частью дружины вышел из города. По сообщениям южнорусского летописца, он надеялся на помилование Батыем, но был убит. Средний сын Юрия Мстислав, как и его братья, также погиб «вне града». После убийства Всеволода монголы взяли детинец, а соборная церковь, где укрылись великокняжеская семья, бояре и простые жители, была сожжена монголами вместе с находившимися там людьми. Владимир был последним городом Северо-Восточной Руси, который осаждали объединённые силы Батыя.
По кратчайшему пути от Владимира к Новгороду (Переяславль-Залесский—Тверь—Торжок) двинулись основные силы монголов и здесь же встретились с наибольшим сопротивлением. Переяславль был взят, согласно Рашид ад-Дину, царевичами сообща за 5 дней, затем в Твери был убит неназванный сын Ярослава Всеволодовича, а новгородский «пригород» Торжок держался 2 недели. Этот корпус прошёл от Переяславля к Твери двумя маршрутами: через Кснятин и через Дмитров и Волок Ламский.
Юрий собирал русские войска на реке Сити севернее Волги, на границе с Новгородской землёй. Сюда пришли к нему племянники Константиновичи: Василько из Ростова, Всеволод из Ярославля и Владимир из Углича, а также брат Святослав из Юрьева. Летописи сообщают о том, что Юрий ожидал и полки другого брата — Ярослава, который в то время находился в Киеве и через своего сына Александра контролировал Новгород, однако, эта помощь не пришла. В. Н. Татищев упоминает не прошедшего на Сить «с малым войском» Ивана Всеволодовича Стародубского, отправившего семью, своё имущество и имущество Святослава из Юрьева «за Городец за Волгу в леса».

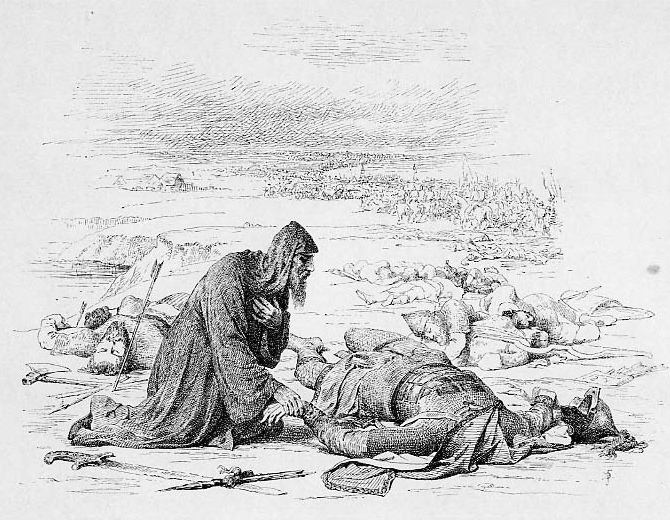
Верещагин В. П. Епископ Кирилл находит обезглавленное тело великого князя Юрия на поле сражения на реке Сить

На северо-восточном направлении из монгольских военачальников известен только Бурундай. Эти силы пошли от Владимира к Ростову, выделив восточный отряд, прошедший через Стародуб, Городец, Кострому и Ярославль и достигший на севере Галича-Мерского и, возможно, даже новгородского «пригорода» Вологды. В течение 3-х недель после взятия Владимира Бурундай подошёл к Сити со стороны Углича. Узнав о приближении противника, Юрий велел воеводе Жирославу Михайловичу приготовиться к битве, а трёхтысячный отряд под руководством Дорофея Семёновича отправил на разведку. Вскоре воевода вернулся, сообщив, что татары уже окружили их. Сражение датируется 4 марта 1238 года по дате убийства Батыем пленного Василько ростовского в Шернском лесу после битвы. Владимирское войско, численность которого, по подсчётам Д. Г. Хрусталёва, была примерно такой же, как у Бурундая, т. е. около 10 тыс. чел., не успело изготовиться к битве, было окружено и почти полностью погибло или попало в плен. Однако, монголы и сами «великую язву понесли, пало и их немалое множество». В битве вместе с Юрием погиб Всеволод Константинович ярославский. Василько Константинович ростовский попал в плен и впоследствии был убит после отказа принести присягу. Святославу Всеволодовичу и Владимиру Константиновичу углицкому удалось спастись. Павших в битве русских воинов захоронили в курганах.
Таким образом, армия Батыя разорила и сожгла практически все крупные города Верхней Волги и междуречья Клязьмы и Волги. Только в феврале 1238 года во Владимиро-Суздальском княжестве пало 14 городов.
Подводя итог поражению Юрия и разорению Владимиро-Суздальского княжества, первый русский историк В. Н. Татищев говорит о том, что потери монгольских войск во много раз превосходили потери русских, но монголы восполняли свои потери за счёт пленных (пленные закрывали погибель их), которых на тот момент оказалось больше, чем самих монголов (а паче пленённых). В частности, штурм Владимира был начат только после того, как один из монгольских отрядов, взявший Суздаль, вернулся с множеством пленных. О широком использовании монголами пленных из местного населения известно при осадах городов в Средней Азии.

### Отказ от похода на Новгород
20 февраля 1238 года монголы осадили Торжок, который был мощной крепостью на пути из Владимиро-Суздальского княжества в Новгородскую землю. В городе не было князя и дружины, оборону возглавили выборные посадники, а отражали штурмы сами жители города. Гарнизон Торжка ожидал помощи из Новгорода, но она не прибыла. Две недели татары вели осаду с использованием камнеметных машин и лишь 5 марта город пал. Население было уничтожено, а уцелевших жителей татары преследовали, согласно летописям, до «Игнача-креста», от которого до Новгорода оставалось 100 верст. В историографии нет единого мнения о том, почему монголо-татары не стали продвигаться вглубь новгородских земель. Согласно традиционной точке зрения, монголы прекратили наступательное движение к Новгороду и повернули обратно в степи из-за приближения весенней распутицы, когда передвижение становится слишком трудным. Согласно точке зрения В. В. Каргалова, брал Торжок и затем двигался к Новгороду лишь один из трёх монгольских отрядов, и именно двухнедельная задержка под Торжком стала причиной, по которой они до наступления распутицы уже не успели бы собраться вместе для похода на Новгород. Также они были ослаблены боями и обременены добычей. По версии В. Л. Янина, опиравшегося на выводы В. А. Чивилихина, монголов удержала от похода на Новгород угроза весенней бескормицы в северных землях Руси. Согласно версии Д. Г. Хрусталёва, изложенной в БРЭ, причиной отказа монголов от похода на Новгород послужили высокие потери.

### Отход в степи. Козельск

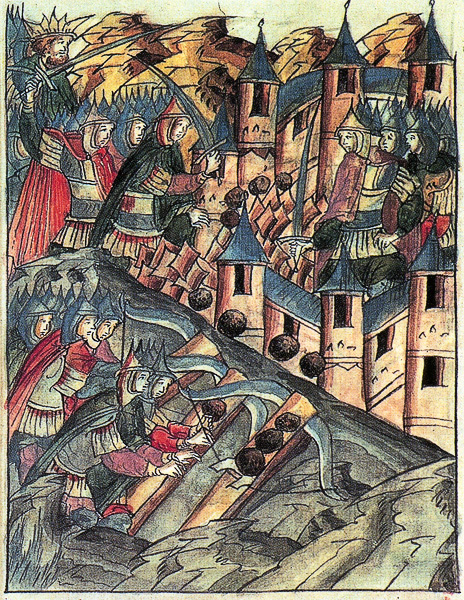
Оборона Козельска

После взятия Торжка и битвы на Сити армия Батыя широким фронтом двинулась на юг. На обратном пути монгольское войско двигалось тремя группами. Основная группа двигалась прямо на юг к Козельску.
Западная группа прошла в 30 км восточнее Смоленска, совершив остановку в районе Долгомостья. Литературный источник — «Слово о Меркурии Смоленском» — рассказывает о поражении и бегстве монгольских войск. Далее она пошла на юг, вторглась в пределы Черниговского княжества и сожгла Вщиж, находящийся в непосредственной близости от центральных районов Чернигово-Северского княжества (с этим событием одна из версий связывает гибель четверых младших сыновей Владимира Святославича), но затем не пошла на крупные города Брянск и Карачев, резко повернула на северо-восток, вернулась на водораздел и в конце марта или начале апреля 1238 года подошла к Козельску вместе с основной группой.
Осада Козельска, где князем был 12-летний внук участника битвы на Калке Мстислава Святославича Василий, затянулась на 7 недель. Восточная группа во главе с Каданом и Бури вторично прошла мимо уже разорённой Рязани и пришла к Козельску с востока в начале мая. После этого монголы взяли Козельск в течение 3 дней, понеся большие потери как в технике, так и в людских ресурсах во время вылазок осаждённых и рукопашной схватки на валах и в предполье. Население города было уничтожено, про князя Василия летописец сообщает, что он «во крови оутоноулъ».
От Козельска монгольские тумены двинулись на юг в половецкие степи. К середине лета 1238 года они вышли в придонские степи, где и расположились основные кочевья Батыя.

## Кампания 1238/39 годов
Согласно официальной трактовке восточных придворных историков, кампании 1236—1238 годов против народов Поволжья, кипчаков и прочих являются покорением народов, которые согласно завещанию Чингис-хана и интересам Монгольской империи должны быть подчинены, но всё ещё оставались непокоренными. А боевые действия 1238—1240 годов представлены не как очередной поход на Запад, а лишь как восстановление порядка внутри Монгольской империи, подавление мятежей, которое поднимало местное население против законной власти. Таким образом, факт первоначального покорения и признания каким-то народом власти чингизидов автоматически вводил их в число подданных великого хана, и любое их дальнейшее сопротивление (возможно законное с их точки зрения) трактовалось монголами как преступление, мятеж против легитимной власти, что влекло соответствующие карательные действия.
С лета 1238 года монголы, заняв Подонье, стали методично подавлять спорадическое сопротивление в Нижнем Поволжье, на Северном Кавказе и лесной зоне Сурско-Окского междуречья.
Одним из главных очагов сопротивления оставались йемеки под руководством Бачмана, которые, потерпев поражение от монголов в Заволжье в 1229 году, оставались непокорёнными и продолжали вести ожесточённую войну с монгольскими отрядами в Нижнем Поволжье. Район сопротивления монголам включал Волго-Уральское междуречье и Нижнее Подонье. Поэтому главный удар монгольских войск был нанесен против него. Во главе войск стоял Мунке.
Бачман, в силу своего знатного происхождения и военным заслугам, смог стать центром притяжения антимонгольских сил и организовать серьезное противодействие чингизидам. Кыпчаков поддерживали тюркизированные асы из Подонья и Нижнего Поволжья под командованием Качир-укулэ. Батый послал против Бачмана лучшие свежие тумены Менгу.
В 1238—1239 годах наиболее крупные объединения кыпчаков были разгромлены. Сохранили независимость и единство только те орды, что стремительно отступили на запад. Одно из крупнейших подобных объединений кыпчаков во главе с ханом Котяном обратилось с письмом к королю Венгрии с просьбой предоставить им убежище. Разрешение было получено, и осенью 1239 года король Бела IV лично на границе встречал 40-тысячное племя хана Котяна. Кыпчаки приняли католичество и составили войско, подчинявшееся непосредственно королю.
Другая же часть кыпчаков, которые попали под власть Батыя, включались в монгольскую военно-административную систему и пополняли войска чингизидов.

### Военные действия в Сурско-Окском междуречье и Муромской земле

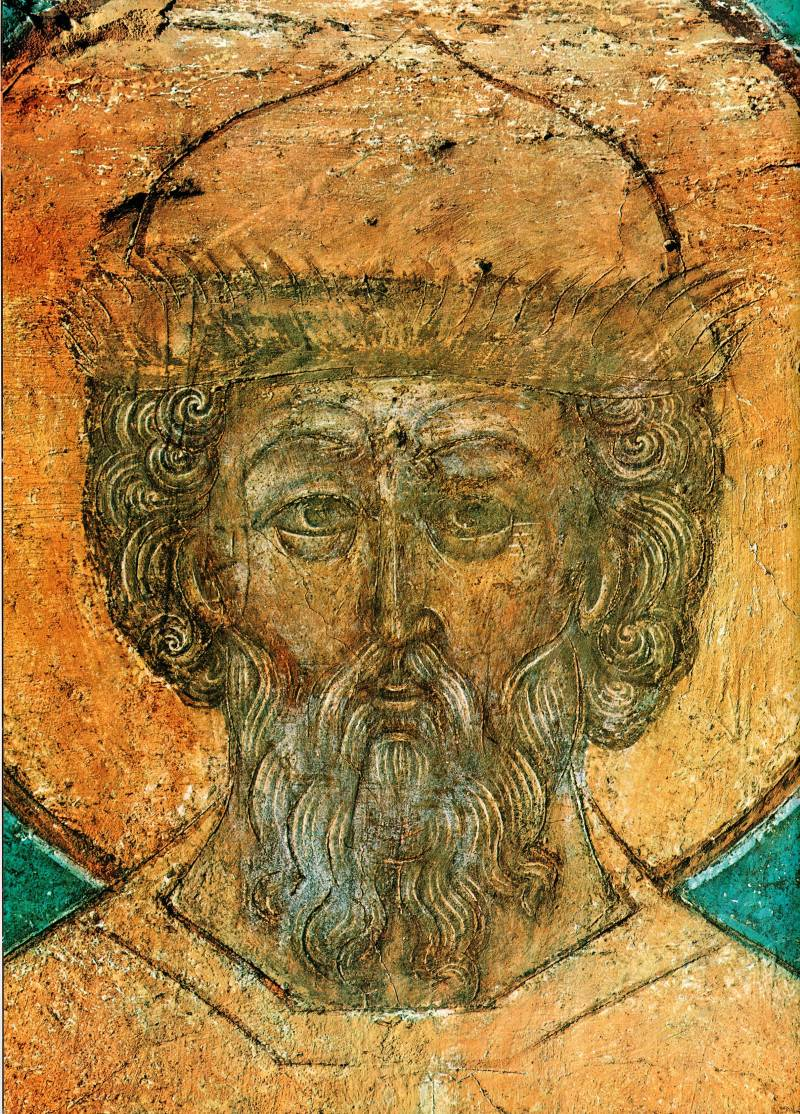
Ярослав Всеволодович, Архангельский собор, сер. XVII в.

Монголы зимой 1238/1239 годов подавили восстание волжских булгар, затем прошли в Мордовскую землю, взяли Муром, Гороховец. В Лаврентьевской летописи сообщается, что с 1 марта 1238 (когда монголы уже вышли из Владимиро-Суздальского княжества к Торжку во время первого похода) по 1 марта 1239 «Того же лета было мирно», а затем:
На зиму . взѧша Татарове Мордовьскую землю . и Муром̑ пожгоша . и по Клѧзмѣ воєваша . и град̑ ст҃ъıӕ Бц҃а . Гороховець пожгоша . а сами идоша в станъı своӕ.
Монголами также был взят «Городец Радилов на Волге». Ещё один отряд вторгся в Рязанское княжество и Переяславль Южный — также владение суздальских князей.

### Поход на Переяславль
Военная кампания 1239 года развивалась в двух направлениях. На юге тумены Мунке и Гуюка были направлены на завоевание Северного Кавказа и Дагестана. На Западе Батый и его братья стремились покорить Северное Причерноморье. Для того, чтобы обезопасить себя со стороны Руси, они начали поход с вторжения в Переяславское княжество.
Небольшое по размерам Переяславское княжество играло важнейшую роль в военно-политическом плане, являясь юго-восточным форпостом Руси, защищавшим Киевскую и Черниговскую земли от вторжений кыпчаков. На его территории уже в X веке были возведены городки, прикрывавшие Киев с юга — Воинь, Римов, Лукомль, Бронь и др. Именно на прорыв этой линии крепостей в Посулье направил Батый войска своих братьев во главе с Берке. Зимой 1239 года ряд пограничных крепостей был взят, и монгольские войска выдвинулись к столице княжества — Переяславлю. Судя по летописным источникам, осада Переяславля была быстротечной, и уже 3 марта 1239 года, как сообщает нам «Летопись Авраамки», монголы взяли Переяславль. В результате этого удара оборона всего южного пограничья оказалась прорванной. Падение Переяславля открыло путь монгольским войскам к центрам Южной Руси — Чернигову и Киеву. Но на лето войска Батыя для отдыха и пополнения ушли в Дешт-и-Кипчак и Северный Кавказ.

## Кампания 1239/40 годов. Оборона Чернигова

### Поход на Чернигов
Осенью 1239 года «Гуюк-хан, Мункэ, Кадан и Бури направились к городу Минкас (вар. Машку) и зимой, после осады, продолжавшейся один месяц и пятнадцать дней взяли его». Минкас, согласно «Юань-Ши» — аланский город, согласно Джувейни — русский, «окружённый болотами и густым лесом», осаждённый в конце ноября—конце декабря 1239 года и взятый за 3 месяца. Д. Г. Хрусталёв, опираясь на выводы британского историка-востоковеда Джона Эндрю Бойла, отождествляет его со столицей Аланского царства Магасом.
Командовал осаждающими Чернигов, по различным версиям, Мунке, либо Батый (глава западного похода) и Берке с братьями.
В отличие от Переяславля, который был взят быстрой атакой, Чернигов пришлось осаждать. Он был окружён и блокирован, а потом подвергся массированным ударам стенобитных машин и камнемётов. Были взяты города по течению Десны: Сосница (в 100 км от Чернигова) потом Хоробор (85 км) и Сновск (30 км). Черниговские князья поступили аналогично суздальским: полки Мстислава Глебовича, двоюродного брата княжившего в Киеве Михаила Всеволодовича, и некоторых других князей пришли на помощь городу, приняли бой в поле и потерпели поражение.
В новгородских летописях первой половины XV века содержится обстоятельный рассказ о поражении русских под Черниговом и взятии города после жестокого приступа. Описывая штурм татарами Чернигова, летописец говорит о задействованных при этом камнеметных машинах, разрушивших городские стены и тем самым предрешивших исход сражения. Их применение производило ошеломляющее впечатление на современников. Летописец характеризует случившееся как нечто небывалое и почти невероятное: камни, выпущенные ужасными машинами, не могли поднять даже четверо мужчин, и эти камни летели на расстояние, которое в полтора раза превышало дальность полета стрелы, пущенной из обычного лука. Монголами использовалась вывезенная из Китая и обслуживаемая китайскими инженерами передовая военная техника. Китайская осадная техника по своим конструктивным параметрам и боевым характеристикам значительно превосходила все известные тогда мировые аналоги. Согласно вышеназванной «Летописи Авраамки», город был взят штурмом 18 октября 1239 года.
Рассказ об осаде Чернигова Даниилом Галицким в 1235 году из Галицко-Волынской летописи дублируется с рассказом об осаде Чернигова монголами в 1239 году в новгородских известиях под 1239 годом: в Софийской первой летописи и Новгородской четвертой летописи и Пискаревском летописце вплоть до подробного описания камней, использовавшихся осаждавшими в камнемётных машинах, и мира, заключённого с участием Мстислава Глебовича, Владимира Рюриковича (умер 3 марта 1239 года) и Даниила Романовича Волынского по итогам столкновения. По версии Майорова, рассказ о мире относится к 1239 году, а в результате этого договора Смоленск, вотчина Владимира Рюриковича, не был разорен монголами.
После Чернигова монгольские отряды занялись покорением городков Черниговского княжества вдоль Десны и Сейма: археологические исследования показали, что Любеч (на севере) был не тронут, зато близкие к половецкой степи города княжества, такие как, Путивль, Глухов, Вырь и Рыльск, были разрушены и опустошены. Иногда называется Новгород-Северский. Некоторые историки считают, что Любеч был всё же разорён, а также Мозырь, Любеч, Могилёв, Городище, Вищин, а также Гомель.
С этими событиями одна из версий связывает гибель четверых младших братьев Мстислава Глебовича, а также Ивана Ивановича рыльского, внука Романа Игоревича.
После похода на Черниговское княжество, монгольские войска вернулись на юг, в Дешт-и-Кипчак. Обезопасив свой северный фланг, чингизиды начали планомерно завоевывать степи Северного Причерноморья и Крым.
Шибан и Бучек осенью 1239 года направились в Крым и дошли до его южного побережья в декабре: 26 декабря 1239 года ими был захвачен Сурож (Судак).

### Переговоры Мунке с Киевом
Весной 1240 года Мунке вернулся к Батыю, оставив часть сил Букдаю, назначенному вместо него вести бои на Кавказе. Этим армия Батыя вносила свой вклад в покорение Кавказа — именно там в это время оперировал корпус Чормагана.
Вернувшиеся из боевых действий на Северном Кавказе тумены Мунке появились под Киевом. Свое войско хан оставил на противоположной стороне Днепра у Песочного городка. По данным археологов, речь может идти о городе Песочен, находившимся на песчаном возвышении в пойме Днепра в 15 км южнее Переяcлав-Хмельницкого. Киев и Песочен разделяли 100 км. Мунке со свитой подошел ближе к столице и остановился на противоположном берегу Днепра.
В Киев были отправлены послы. Хан «присла послы свои к Михаилоу и ко гражанамъ».

### Другие события
Сопротивление кыпчаков, булгар и русских замедляло наступление монголов, тогда как чингизиды стремились прорваться в богатые страны, и это вызвало конфликт в монгольском войске. В связи с болезнью каана стал нарастать накал борьбы за престол между различными группировками монгольской аристократии. В начале 1239 года разгорелся спор между Батыем и Гуюком, которого поддерживали Чагатаиды, за первенство в командовании войсками. В 1239—1240 годах Батый, Гуюк и некоторые другие чингизиды оставили войска и лично отправились на всемонгольский курултай. Задержка с началом активных действий против Киева и европейских стран, связана с желанием Батыя заручиться санкцией на новые завоевания и подтверждения его прав на вновь завоеванные земли и страны от курултая и самого каана. Вновь великий каан подтвердил права Джучидов и приоритет командования Батыя в Кыпчакском походе. Однако опасения, что после смерти Угэдея, который был уже болен, войска других чингизидов будут переброшены на другое направление, заставило Батыя ускорить подготовку к решительному походу на Запад.
Корпус под предводительством Букдая весной 1240 года был направлен через Дербент на юг, в помощь действовавшим в Закавказье монгольским войскам. Примерно в это же время Угэдей принял решение отозвать домой Мунке и Гуюка. По данным Рашид-ад-Дина, они вернулись в свои кочевья в 1241 году.

## Кампания 1240 года. Оборона Киева

### Военные действия против чёрных клобуков
Осенью 1240 года начинается последняя кампания Батыя на Руси. В ней принимают участия и вновь сформированные части из хабичи — покоренных народов. В войска Субедея вливаются формирования, возглавляемые местными князьями из Саксина, Булгара, Мордовии, Мари, Чувашии и Башкирии.
Новая кампания началась с войны против «Страны русских и народа чёрных шапок». Под этим названием подразумевалось Поросье — область совместного проживания русских и тюркских федератов Руси: торков, печенегов, берендеев, ковуев. Название «чёрные клобуки», пошло от чёрных шапок, которые носили эти народы.
Главные города Поросья — это Торческ и Юрьев (нынешняя Белая Церковь), где находилась епископская кафедра для миссионерской деятельности среди язычников. Согласно археологическим данным города-крепости и селища Поросья подверглись удару на уничтожение в конце 1230-х годов. Города пали в результате осады и штурма, защитники оказали яростное сопротивление и почти все погибли. По пути к Киеву монголы разрушили Витичев, Василев, Белгород. Окрестности Киева были опустошены вплоть до Вышгорода и Городца.
Торки и печенеги, составляющие ядро «черных клобуков» были выходцами из распавшегося Кимакского каганата. Привлечение Субэдея к войне с «черными клобуками» кроме всего прочего несло и дипломатический характер. Субедей был урянхайцем, которые также входили в состав Кимакского каганата. Его происхождение помогало ему склонять черных клобуков вливаться в кочевую империю монголов.

### Взятие Киева

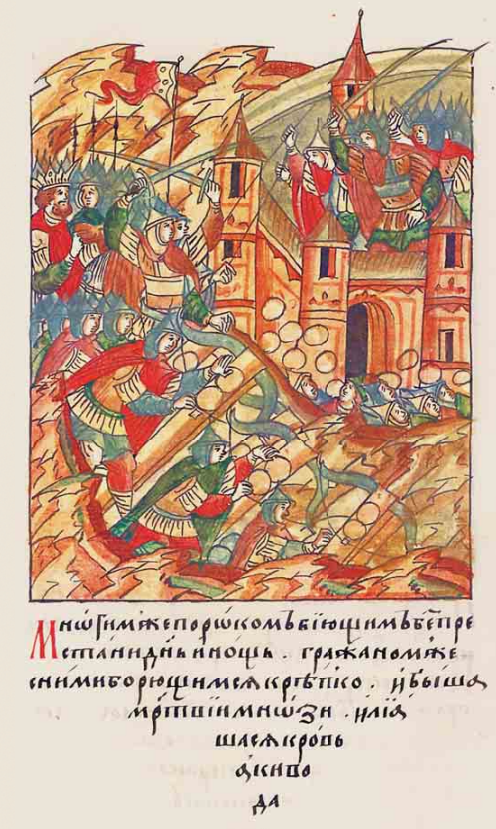
Взятие Киева монголами. Миниатюра из летописи

В 1238 году Михаил Черниговский занял киевский стол, после ухода Ярослава Всеволодовича на север. После бегства из Киева Михаила Черниговского первым в Киеве оказался смоленский князь Ростислав Мстиславич. Тогда галицко-волынский князь Даниил Романович, превосходящий Ростислава старшинством, сместил его. Даниил покинул город, поручив его оборону тысяцкому Дмитру.
Покончив с сопротивлением «чёрных клобуков», в конце ноября 1240 году соединённые силы всех чингизидов под командованием Батыя подошли и осадили Киев.   
Монголы прибыли вместе со своими передвижными жилищами, домашним имуществом и семьями. По сведениям Ипатьевской летописи об осаде Киева отмечается, что когда Батый со своими войсками обступил город, поднялся ужасный шум, и осаждённые жители не могли слышать друг друга из-за постоянного скрежета тележных колёс, рёва множества верблюдов и ржания лошадей: «не бе слышати от гласа скрипения телегъ его, множества ревения вельблудъ его и рьжания от гласа стадъ конь его». Кроме того, армия Батыя располагала тяжёлыми стенобитными орудиями и камнемётами, при помощи которых в несколько дней были разрушены стены Киева. Такую армию через Днепр можно было переправить только после установления на реке прочного ледяного покрова, и Батый вынужден был ждать установления крепкого льда.
Относительно сроков и продолжительности осады Киева в летописных источниках есть противоречие. Главный источник по событиям осады — Ипатьевская летопись — не содержит никаких дат. Лаврентьевская летопись под 1240 годом сообщает, что Киев был взят монголами «до Ржс̑тва Гс̑нѧ . на Николинъ дн҃ь» — то есть 6 декабря. В то же время, согласно сравнительно поздней (XV в.) Летописи Авраамки, город был осаждён 5 сентября, а взят 19 ноября. Проведённые недавно исследования, посвящённые вопросу даты осады Киева, позволяют утверждать, что Киев пал 6 декабря, а осада началась 28 ноября. 
Киев был городом с мощными оборонительными сооружениями. Согласно археологическим данным первый ряд киевских валов («валы Ярослава») достигал 12 метров в высоту и 20 в ширину, что по своей мощи не имело равных в истории древнерусской фортификации. Деревянные стены на валах были усилены каменными надвратными башнями. Далее следовал второй ряд валов и стены «города Владимира», а внутри него третий рубеж обороны — укрепления Ярославова двора.
Основной удар монголы нанесли с юга от Лядских ворот. Разбив стены камнемётными машинами, которых, по подсчётам украинского археолога Г. Ю. Ивакина, насчитывалось 32, они ворвались в бреши, где в течение дня шёл ожесточённый бой. Защитники города отступили за стены «города Владимира». На следующий день бой возобновился и этот рубеж обороны был прорван, после чего сражения развернулись на городских улицах. Уцелевшие жители и воины укрылись внутри Десятинной церкви и на её сводах, которые рухнули под тяжестью людей. Разорённый Киев надолго утратил значение крупного городского центра.
Проезжавший спустя 6 лет через Киев Плано Карпини пишет о виденном им состоянии города: «Теперь он сведён почти ни на что: едва существуют там двести домов, а людей они держат в самом тяжёлом рабстве».

### Монгольская облава в Галицко-Волынской Руси
Галицко-волынский князь Даниил Романович, не дожидаясь начала вражеского нашествия, покинул территорию родной земли и вернулся на Волынь только после того, как получил известие об уходе монголов за пределы Руси. По предположению, сделанному в работе Мартина Димника, в 1239 году, при заключении договора с монголами, Даниил получил от них некие гарантии неприкосновенности своих земель. Киев пал, вскоре после этого монголы разорили и Волынское княжество. О бегстве галицко-волынских князей накануне вражеского нашествия предводителям монголов было известно заранее. Батый начал поход на Владимир-Волынский, удостоверившись, что Даниил Романович покинул пределы Руси: «Батыю же, вземшю град Кыевъ, и слышавъшоу емоу о Даниле, яко Оугрехъ есть, поиде самъ Володимероу».
Почти сразу после взятия Киева, в середине декабря 1240—середине января 1241 года, Угэдэй отозвал часть сил во главе с Мунке и Гуюком из западного похода, и некоторые исследователи считают, что дальнейшее движение на запад было предпринято Батыем по собственной инициативе.
Русские летописи (Галицко-Волынская, Воскресенская) содержат подробные данные о взятии монголами городов на киевско-волынском пограничье и очень скудные — о падении главных городов Галицко-Волынского княжества, Галича и Владимира-Волынского. Лаврентьевская летопись упоминает только о падении Киева и победе монголов над венграми, а новгородские летописи, рассказывавшие даже о падении Рязани в 1237 году, не упоминают падение Киева.
Согласно Рашид ад-Дину, после взятия Киева войска Батыя не встретили более никакого сопротивления вплоть до начала военных действий в Венгрии и Польше. После падения Киева монголы перешли к тактике облавы, которая оказалась возможной, так как для взятия городов Галицко-Волынской Руси захватчикам не понадобилось концентрировать значительные военные силы, как это было, например, при штурме городов Владимиро-Суздальской земли. Как пишет Рашид ад-Дин, монголы:

проходили облавой туман за туманом все города Владимирские и завоевывали крепости и области, которые были на [их] пути. Потом они осадили город Учогул Уладмур и в три дня взяли его.

Батый разорил Каменец, где правил союзник Михаила Черниговского, Изяслав Мстиславич, но был вынужден отступить от Кременца — города Даниила. Для взятия практически неприступного Колодяжина Батыю пришлось применять стенобитные машины (как при штурме Киева). Начиная поход на Владимир-Волынский, Батый «прииде к городу къ Колодяжьноу, и постави порока 12, и не може разбити стены». Но если укрепления города выдержали натиск захватчиков, то его защитники, как говорит далее летописец, дрогнули, поддавшись на лживые посулы Батыя, сдались и были убиты: «и начатъ перемолъвливати люди, они же послоушавше злого света его, передашася и сами избити быша».
От Владимира-Волынского монголы двинулись тремя корпусами. Первый, состоящий из трёх туменов, возглавляемый Байдаром, пошёл через Берестье (современный Брест) в Польшу и Чехию. Второй, руководимый Батыем и Субедеем через Карпаты в Венгрию. Третий, под командованием Кадана, пошел на юг, через Молдавию в Семиградье. Причём второй и третий корпуса (вместе до 70 тыс. чел.) сначала взяли Галич, а затем перед вторжением в Венгрию расположились на непродолжительный отдых. Монголы провели перегруппировку (болоховские князья предоставили монгольской армии фураж и тем самым избежали разорения своих земель). Захваченный монголами в плен глава обороны Киева тысяцкий Дмитр предложил Батыю быстрее идти в Венгрию, чтобы избежать разорения галицко-волынских земель, и некоторые историки считают, что во вторжении в Венгрию участвовали и русские отряды.
Историки по-разному оценивают участь Галича и Владимира-Волынского, хотя все признают сокращение населения и падение значения этих городов с середины XIII века. Согласно традиционной точке зрения, касательно Владимира:

Археологические материалы дают яркую картину гибели города в результате штурма и последующего избиения его жителей монголо-татарами

Когда князь Даниил прибыл туда после ухода монголов, «не бе бо на Володимере не осталъ живыи».
Согласно же некоторым современным исследованиям:

Археологические исследования памятников средневекового Галича не выявили, как и во Владимире-Волынском, следов тотальных разрушений середины ХIII в. Следов массовой гибели населения города вследствие нашествия Батыя не выявлено.

Отмечается как скудность записей даже галицко-волынского летописца о столь важных, казалось бы, событиях, так и подробности, расходящиеся с классическими картинами взятия городов. Например, в случае с Берестьем незахороненные трупы находились в поле, а не в городе, во Владимире — в храмах («церкви святои Богородици исполнена троупья, иныа церкви наполнены быша троубья и телесъ мертвых»), большинство же известных ныне древних владимирских храмов пережили монгольское нашествие.

## Другие военные действия в период нашествия
Помимо противодействия монгольским вторжениям, в 1237—1240 годах русские княжества были вынуждены бороться с западными противниками, активизировавшими свои действия, особенно после разгрома владимиро-суздальских войск монголами на Сити в марте 1238 года. Как правило, историки при рассмотрении событий нашествия и причин поражения русских княжеств упоминают о том, что на Руси продолжались междоусобицы даже в годы нашествия.

### Внутренние
В 1236 году, когда монголы вторглись в Волжскую Булгарию, Ярослав Всеволодович из Новгорода совершил акцию по захвату Киева и вокняжился там, тем самым прекратив борьбу за него между смоленскими, волынскими и черниговскими князьями. Дальнейшая борьба происходила между ними только в Галицко-Волынском княжестве до зимы 1238/1239 годов.
После гибели Юрия Ярослав ушёл во Владимир, оставив Киев Михаилу Всеволодовичу. Когда тот уехал в Венгрию и в Киев приехал Ростислав Мстиславич смоленский, семья Михаила была захвачена в Каменце князем Ярославом. На основании последнего известия А. А. Горский вслед за Н. М. Карамзиным делает вывод о новом большом походе Ярослава Всеволодовича на юг зимой 1239/40 годов. По версии же М. С. Грушевского и А. В. Майорова, этого похода не было в действительности, семью Михаила захватил галицкий удельный князь Ярослав Ингваревич, а отношения Ярослава Всеволодовича с Михаилом в целом были союзническими.

### Внешние
В 1236 году литовцами в битве при Сауле был разгромлен Орден Меченосцев (в той битве на стороне Ордена сражались псковичи), и папа римский Григорий IX дал согласие на объединение Ордена Меченосцев с Тевтонским. В декабре 1237 года папа Григорий IX провозгласил второй крестовый поход в Финляндию, а в июне 1238 года датский король Вальдемар II и магистр объединённого ордена договорились о разделе Эстонии и военных действиях против Руси в Прибалтике с участием шведов. Военные действия были открыты в июле 1240 года вторжением шведов, но они были разбиты на Неве. Однако в августе Ордену удалось взять Псков. Он был отбит Александром Невским только в начале 1242 года, после чего Орден был разбит на Чудском озере.
Весной 1238 (либо 1237) года Даниил вернул город Дорогичин, подаренный Конрадом Мазовецким Добринскому ордену: «Не лепо есть держати нашее отчины крижевникомь Тепличемь, рекомымь Соломоничемь».
В 1238 году литовцы захватили Смоленск. Зимой 1238/39 годов Михаил Всеволодович провёл поход на Литву с юга с участием галицких сил, а Ярослав Всеволодович изгнал литовцев из Смоленска, вернув княжение Всеволоду Мстиславичу. После этого сын Ярослава Александр женился на дочери Брячислава Полоцкого.

## Последствия
В результате нашествия погибла значительная часть населения Руси. Киев, Владимир-на-Клязьме, Галич, Владимир-Волынский, Чернигов, Переяславль, Рязань и многие другие города были разрушены. Исключение составили Великий Новгород, Псков, а также города Смоленского, Полоцкого и Турово-Пинского княжеств. Развитая городская культура Древней Руси понесла значительный урон.
Исследователи говорят о существовавших к моменту монгольского нашествия и прерванных им процессах политической централизации. Киев перестал быть предметом борьбы между различными ветвями Рюриковичей и центром борьбы со степью, исчез институт «причастий в Русской земле», поскольку судьбой Киева стали распоряжаться монгольские ханы. Влияние нашествия на галицко-волынский центр объединения историки оценивают по-разному: с одной стороны, отъезд князей во время нашествия спровоцировал временный захват земель боярами, но с другой, спустя несколько лет объединённое Галицко-Волынское княжество было признано монголами.
«Историки военного дела к тому же отмечают тот факт, что процесс дифференциации функций между формированиями стрелков и отрядами тяжёлой кавалерии, специализировавшейся на прямом ударе холодным оружием, на Руси сразу же после нашествия оборвался: произошла унификация этих функций в лице одного и того же воина-феодала, вынужденного и стрелять из лука, и биться копьём и мечом. Таким образом, русское войско, даже в своей отборной, чисто феодальной по составу части (княжеские дружины), было отброшено назад на пару веков: прогресс в военном деле всегда сопровождался расчленением функций и закреплением их за последовательно возникавшими родами войск, их унификация (вернее, реунификация) — явный признак регресса. Как бы то ни было, русские летописи XIV века не содержат и намёка на отдельные отряды стрелков, подобные генуэзским арбалетчикам, английским лучникам эпохи Столетней войны. Это и понятно: такие отряды из „даточных людей“ не сформировать, требовались стрелки-профессионалы, то есть оторвавшиеся от производства люди, продававшие своё искусство и кровь за звонкую монету; Руси же, отброшенной назад и экономически, наёмничество было просто не по карману».

### Упадок городов
Если перед нашествием на Руси, по данным археологов, имелось 1500  городов и укреплённых пунктов, а лидерами по их количеству были Черниговская, Галицко-Волынская, Смоленская и Киевская земли, то в результате нашествия и последовавших за ним на протяжении XIII столетия походов монголо-татар большая часть поселений была стёрта с лица земли. До наших дней дошли названия только 300 из сохранившихся городов и укреплённых пунктов. Наибольший ущерб понесли земли Южной Руси — Киевское, Переяславское, Галицко-Волынское и Черниговское княжества. Место Киевской земли в четвёрке лидеров по числу укреплённых поселений заняла Владимиро-Суздальская земля, полностью, однако, отрезанная в экономическом плане от Южной и Западной Руси.  
Пришли в упадок некогда цветущие города Киев и Владимир, имевшие население порядка 50 тысяч человек каждый и превосходившие по размеру известные города западноевропейской цивилизации. Если киевский археолог П. П. Толочко насчитал в культурных слоях Древнего Киева XII—XIII веков около 10 000 усадеб, то проезжавший Киев в 1246 году папский легат Плано Карпини насчитал в городе едва 200 домов, а в его окрестностях наблюдал непогребённые останки десятков тысяч людей.  
В конце XIII—начале XIV века произошло частичное восстановление укреплённых пунктов, примерно вдвое, при сохранении лидерских позиций упомянутых земель.
Во время похода Батыя население городов, как правило, уничтожалось, а уцелевшие уводились в рабство. Сами города полностью разрушались. Пострадавшие от нашествия населённые пункты ещё длительное время не могли восстановить прежний уровень экономики и культуры. По данным археологов, именно домонгольский период для многих городов Древней Руси стал временем расцвета культуры, ремесел и торговли. После разорения они пришли в упадок, надолго прекратилось каменное строительство, оскудели ремесла. Были разорваны хозяйственные связи между городами и окружающими их селами. Больше 100 лет понадобилось русским городам, чтобы оправиться от нашествия Батыя и его последствий.

### Миграции населения
Княжества, затронутые монголо-татарским нашествием, потеряли значительную часть населения. Множество людей было вынуждено бежать перед приближающимися туменами Батыя. В Северо-Восточной Руси многие жители Владимиро-Суздальского и Рязанского княжеств уходили в более северные земли за Волгу. Другие стремились в малонаселенные места, укрывались в дремучих лесах. Большинство из них после ухода монголо-татар возвращалось на прежнее место жительства. Уже спустя год после падения Владимиро-Суздальского княжества число вернувшихся было столь велико, что князь Ярослав Всеволодович смог собрать среди них большое войско для похода на литовцев. В Северо-Восточную Русь непосредственно после нашествия бежали жители княжеств Южной Руси — Киевского, Переяславского, Черниговского и др.
В свою очередь, Владимир, Суздаль, Переславль-Залесский и некоторые другие города Северо-Восточной Руси во второй половине XIII столетия стали объектами множества походов монголо-татар. Поэтому многие их жители постепенно переселились или в окрестности Москвы и Твери, или на север — в районы Ярославля, Галича, Великого Устюга и т. д.

### Последствия в области экономики
В своём социально-экономическом развитии Русь была значительно отброшена назад. На несколько десятков лет в русских городах практически прекратилось строительство из камня. Исчезли сложные ремёсла, такие как производство стеклянных украшений, перегородчатой эмали, черни, зерни, полихромной поливной керамики. «Русь была отброшена назад на несколько столетий, и в те века, когда цеховая промышленность Запада переходила к эпохе первоначального накопления, русская ремесленная промышленность должна была вторично проходить часть того исторического пути, который был проделан до Батыя».

### Последствия в области культуры
Нашествие Батыя нанесло тяжелый ущерб культуре Древней Руси. Во время уничтожения монголо-татарами русских городов погибло множество памятников литературы и письменности. Другие сохранились только в копиях, сделанных переписчиками. Также во многих русских городах исчезли хранилища книг, бывшие прообразами более поздних библиотек.
Серьёзный урон был нанесен делу летописания, до того получившему большое развитие на Руси. Вплоть до конца XIII столетия содержание летописей в значительной степени оставалось скудным. По оценкам В. В. Каргалова, в текстах «утратилась живость домонгольских летописцев». В летописных сводах второй половины XIII века основное место занимали сообщения о поездках князей в Орду, княжеских усобицах и церковных событиях.
По мнению историка М. Н. Тихомирова, в княжествах, пострадавших от нашествия, спустя 30—40 лет началось восстановление культурных ценностей, в частности, с 1270-х годов началось восстановление письменной традиции. В этот период выделяются «кормчие книги» — церковно-юридические сборники, которые начали создаваться после церковного собора 1274 года. М. Н Тихомиров отмечал, что созданием «кормчих» Русь противопоставляла свои юридические нормы татарской власти и это стало началом «консолидации народных сил для отпора татарским захватчикам».

## Список погибших Рюриковичей
|    | Имя                                     | Дата           | Княжество                       |
| -- | --------------------------------------- | -------------- | ------------------------------- |
| 1  | Юрий Давыдович муромский                | Декабрь 1237   | Муромо-Рязанское княжество      |
| 2  | Олег Юрьевич                            | Декабрь 1237   | Муромо-Рязанское княжество      |
| 3  | Юрий Ингваревич рязанский               | Декабрь 1237   | Муромо-Рязанское княжество      |
| 4  | Роман Ингваревич                        | Январь 1238    | Муромо-Рязанское княжество      |
| 5  | Владимир Юрьевич                        | 3 февраля 1238 | Владимиро-Суздальское княжество |
| 6  | Всеволод Юрьевич                        | 7 февраля 1238 | Владимиро-Суздальское княжество |
| 7  | Мстислав Юрьевич                        | 7 февраля 1238 | Владимиро-Суздальское княжество |
| 8  | Юрий Всеволодович владимирский          | Март 1238      | Владимиро-Суздальское княжество |
| 9  | Всеволод Константинович ярославский     | Март 1238      | Владимиро-Суздальское княжество |
| 10 | Василько Константинович ростовский      | 4 марта 1238   | Владимиро-Суздальское княжество |
| 11 | Василий Иванович козельский             | май 1238       | Чернигово-Северское княжество   |
| 12 | Борис Владимирович вщижский             | 1238/9         | Чернигово-Северское княжество   |
| 13 | Давыд Владимирович вщижский             | 1238/9         | Чернигово-Северское княжество   |
| 14 | Андрей Владимирович вщижский            | 1238/9         | Чернигово-Северское княжество   |
| 15 | Дмитрий-Святослав Владимирович вщижский | 1238/9         | Чернигово-Северское княжество   |
| 16 | Антоний Глебович                        | 1239           | Чернигово-Северское княжество   |
| 17 | Михаил Глебович                         | 1239           | Чернигово-Северское княжество   |
| 18 | Анисим Глебович                         | 1239           | Чернигово-Северское княжество   |
| 19 | Роман Глебович                          | 1239           | Чернигово-Северское княжество   |
| 20 | Иван Глебович                           | 1239           | Чернигово-Северское княжество   |
| 21 | Иван Иванович рыльский                  | 1239           | Чернигово-Северское княжество   |
| 22 | Мстислав Святославич рыльский           | 1241           | Чернигово-Северское княжество   |

## В художественной литературе
- Павел Загребельный. Первомост.
- Горчаков В. Г. Евпатий Коловрат. Исторический роман. — Краснодар: Краснодарское книжное издательство, 1990. — 416 с.
- Ерохин В. С. Евпатий Коловрат. Исторические повести. — М.: Московский рабочий, 1969. — 112 с.: ил.
- Есенберлин Ильяс. Золотая Орда. — СПб.: Ленинградское издательство, 2011. — 560 с. — ISBN 978-5-9942-0881-6.
- Каргалов В. В. Русский щит. Повесть-хроника. — М.: Детская литература, 1972. — 158 с.:ил.
- Поротников В. П. Батыево нашествие. Повесть о погибели Русской Земли. Роман. — М.: Яуза, 2011. — 512 с.: ил. — ISBN 978-5-699-46584-2.
- Ряховский В. Д. Евпатий Коловрат. Историческая повесть. — М.: Детская литература, 1952. — 134 с. — (Школьная библиотека).
- Фёдоров Г. Б и Фёдорова М. Г. Игнач Крест. Исторический роман. — М.: Детская литература, 1991. — 254 с. — ISBN 5-08-000885-7.
- Франко Иван. Захар Беркут. Историческая повесть / Пер. с укр. П. С. Карабана. — М.: Детгиз, 1946. — 176 с. — (Школьная библиотека).
- Хижняк А. Ф. Даниил Галицкий / Пер. с укр. И. Ф. Карабутенко. — М.: Панорама, 1991. — 560 с. — ISBN 5-85220-120-0.
- Чивилихин В. А. Память. Роман. — М.: Современник, 1983. — 767 с. — (Новинки «Современника»).
- Югов А. К. Ратоборцы. — М.: Современник; Лексика, 1992. — 528 с. — (Золотая летопись России). — ISBN 5-270-01510-2.
- Ян В. Г. Батый. — М.: Военное издательство, 1942. — 232 с.
- Ян В. Г. К «последнему морю». — М.: Государственное издательство художественной литературы, 1955. — 322 с.

### Книги
- Вернадский Г. В. Монголы и Русь. — М.: Ломоносовъ, 2016. — 512 с. — (История, география, этнография). — ISBN 978-5-91678-300-1.
- Войтович Л. В. Князівські династії Східної Європи (кінець IX — початок XVI ст.): склад, суспільна і політична роль. Історико-генеалогічне дослідження (укр.). — Львів: Інститут українознавства ім. І. Крип’якевича, 2000. — 649 с. — ISBN ISBN 966-02-1683-1.
- Греков И. Б., Шахмагонов Ф. Ф. Мир истории: Русские земли в XIII—XV веках. — М.: Молодая гвардия, 1986. — 334 с.
- Горский А. А. Русские земли в XIII—XIV веках: пути политического развития. — СПб.: Наука, 2016. — 183 с.
- Головатенко А. Ю. История России: спорные проблемы. (Пособие для поступающих на гуманитарные факультеты). — М.: Школа-Пресс, 1994. — 255 с. — ISBN 5-88527-028-7.
- Горелик М. В. Армии монголо-татар X—XIV веков. Воинское искусство, оружие, снаряжение. — М.: Восточный горизонт, 2002. — 87 с.
- Грушевський М. С. Історія України-Руси. — Київ: Наукова думка, 1993. — Т. 3. — 592 с.
- Гумилёв Л. Н. Древняя Русь и Великая Степь. — М.: Мысль, 1989. — 782 с. — ISBN 5-244-00338-0.
- Гумилёв Л. Н. Поиски вымышленного царства (Легенда о «государстве пресвитера Иоанна»).. — М.: ГРВЛ, 1970. — 432 с.
- Егоров В. Л. Историческая география Золотой Орды. — М.: КРАСАНД, 2010. — С. 248.
- Жарко С. Б., Мартынюк А. В. История восточных славян. Монгольское нашествие на Русь. — Минск: БГУ, 2003. — 108 с.
- Измайлов И. Л. Походы в Восточную Европу в 1223-1240 гг. // История татар с древнейших времен (в семи томах). Улус Джучи (Золотая Орда). XII-середина XV в. — Казань: Академия Наук Республик Татарстан. Институт Истории им. Ш. Марджани, 2009. — Т. 3. — 1055 с.
- Измайлов И. Л. Волжская Булгария накануне походов Бату // История татар с древнейших времен (в семи томах). Срединная Азия и Восточная Европа в XII — начале XIII века. — Казань: Академия Наук Республик Татарстан. Институт Истории им. Ш. Марджани, 2009a. — Т. 3. — 1055 с.
- Измайлов И. Л. История изучения Улуса Джучи в отечественной и зарубежной науке // История татар с древнейших времен (в семи томах). Улус Джучи (Золотая Орда). XII — середина XV в. — Казань: Академия Наук Республик Татарстан. Институт Истории им. Ш. Марджани, 2009b. — Т. 3. — 1055 с.
- Карамзин Н. М. История государства Российского в 12 т. — М.: Юрайт, 2020. — Т. 3—4. — ISBN 978-5-534-05269-5.

- Каргалов В. В. Монголо-татарское нашествие на Русь. XIII век. — М.: Просвещение, 1966. — 136 с.
- Каргалов В. В. Внешнеполитические факторы развития феодальной Руси. — Высшая школа, 1967. — 163 с.
- Каргалов В. В. Русь и кочевники / Гл. ред. С. Н. Дмитриев, ред. М. К. Залесская. — М.: Вече, 2008. — 480 с. — (Тайны Земли Русской). — ISBN 978-5-9533-2921-7.
- Каргалов В. В. Конец ордынского ига / Отв. ред. В. И. Буганов. — М.: Наука, 1980. — 154 с. — (Страницы истории нашей Родины).
- Кривошеев Ю. В. Русь и монголы: исследование по истории Северо-Восточной Руси XII—XV вв. — СПб.: Академия исследования культуры, 2015. — 452 с. — ISBN 978-5-9905898-0-3.
- Лысенко П. Ф. Открытие Берестья. — Минск: Наука и техника, 1989. — 159 с.
- Мавродин В. В. Очерки истории левобережной Украины : (С древнейших времен до второй половины XIV в.). — СПб.: Наука, 2002. — 416 с. — (Русская библиотека). — 1000 экз. — ISBN 5-02-026834-8.
- Майоров А. В. Галицко-Волынская Русь: очерки социально-политических отношений в домонгольский период. Князь, бояре и городская община. — СПб.: Изд-во СПбГУ, 2001. — 639 с. — ISBN 5-323-00013-9.
- Насонов А. Н. Монголы и Русь. История татарской политики на Руси // В кн.: Насонов А. Н. «Русская земля» и образование территории Древнерусского государства. Монголы и Русь. — СПб.: Наука, Ленинградское отделение, 2006. — 416 с. — (Русская библиотека). — ISBN 5-02-026935-2.
- Нестеров Ф. Ф. Связь времен: Опыт исторической публицистики. — М.: Молодая гвардия, 1980. — 239 с.
- Пашуто В. Т. Образование Литовского государства. — М.: Издателство АН СССР, 1959. — 531 с.
- Петрухин В. Я. Древняя Русь, IX в. — 1263 г. — М.: АСТ, 2005. — 190 с. — ISBN 5-17-028246-X.
- Почекаев Р. Ю. Батый. Хан, который не был ханом. — М.-СПб.: АСТ; Евразия, 2007. — 350 с.
- Скрынников Р. Г. История российская, IX-XVII вв. — М.: Весь мир, 1997. — 496 с.
- Соловьев С. М. История России с древнейших времен. — М.: Издательство социально-экономической литературы, 1960. — Т. 2. — 783 с.
- Толочко П. П. Монголо-татары и Русь // Кочевые народы степей и Киевская Русь. — Институт археологии НАН Украины. — СПб.: Алетейя, 2003. — С. 130—157. — (Славянская библиотека). — ISBN 5-89329-579-X.
- Трепавлов В. Введение // Золотая Орда в мировой истории. — Казань: Институт Истории им. Ш.Марджани Академия Наук Республики Татарстан., 2016. — 968 с.
- Феннел Джон. Кризис средневековой Руси. 1200—1304. — М.: Прогресс, 1989. — 339 с.
- Хартог Л. Чингисхан. Завоеватель мира / пер. с англ. Е. А. Ерохина. — М.: Олимп; АСТ; Астрель, 2007. — 285, [3] с. — (Историческая библиотека). — ISBN 978-5-17-042958-5.
- Храпачевский Р. П. Военная держава Чингисхана. — М.: АСТ: ЛЮКС, 2005. — 557 с. — (Военно-историческая библиотека). — 5000 экз. — ISBN 5-17-027916-7.
- Хрусталёв Д. Г. Русь: от нашествия до «ига» (30—40 гг. XIII в.). — СПб.: Евразия, 2008. — 384 с. — ISBN 978-5-8071-0302-4.
- Хрусталёв Д. Г. Русь и монгольское нашествие (20—50 гг. XIII в.). — СПб.: Евразия, 2015. — 416 с. — (Clio). — ISBN 978-5-91852-142-7.
- Черепнин Л. В. Татаро-монголы в Азии и Европе. — М.: Наука, 1977.
- Шестаков А. А. Монгольское нашествие на Русь и Европу. — М.: Вече, 2019. — 352 с. — (Всемирная история). — ISBN 978-5-4484-1182-3.
- Широкорад А. Б. Русь и Орда. — М.: Вече, 2004. — 496 с. — ISBN 5-9533-0274-6.
- Dimnik M. The Dynasty of Chernigov, 1146—1246 (англ.). — Cambridge, New York: Cambridge University Press, 2003. — P. 437. — ISBN 978-0-521-82442-2.
- Martin J. Medieval Russia: 980—1584 (англ.). — 2nd ed. — Cambridge—…: Cambridge University Press, 2007. — xxvii, 507 p. — (Cambridge Medieval Textbooks). — ISBN 978-0-511-36800-4.
- Hartog L. Genghis Khan: Conqueror of the World. — London; New York: Palgrave Macmillan; I.B. Tauris, 2004. — ix, 230 с. — ISBN 1-86064-972-6.

### Статьи
- Амелькин А.О. Когда «родился» Евпатий Коловрат // Родина. — 1997. — № 3—4. — С. 48—52.
- Волощук М. Влияние монгольского нашествия 1239—1243 гг. на переселение жителей Руси в Венгрию: хронология, динамика, демография проблемы // Colloquia Russica. — Series I, vol. 3. — Krakow, 2013. — P. 62—69.
- Горский А. А. «Сказание о Мамаевом побоище», «Повесть о разорении Рязани Батыем», Никоновская летопись: о начале русской исторической беллетристики // Исторический вестник. — 2023. — Т. 45. — С. 156—177.
- Грушевський М. С. Хронольогія подій Галицько-волинської літописи (укр.) // Записки Наукового товариства імені Шевченка. — Львів, 1901. — Т. 41. — С. 1—72.
- Димник М. Борьба за Галич между Даниилом Романовичем и Михаилом Всеволодовичем (1235 – 1245 гг.) // Rossica Antiqua. — 2013. — № 1(35). — С. 55—103.
- Димник М. Даниил Галицкий, Михаил Черниговский И татары: борьба за Галицкую землю в 1239–1245 гг. // Русин. — 2014. — № 1(35). — С. 17—35. — doi:10.17223/18572685/35/3.
- Жарко С. Б. К вопросу о численности войск Бату-хана // Працы гістарычнага факультэта БДУ : Сб. — Мінск, 2013. — Вып. 8. — С. 202—207.
- Зеленский Ю. В. О численности монгольского войска во время похода 1237—1238 гг. // Современные проблемы науки, технологий, инновационной деятельности: сборник научных трудов по материалам Международной научно-практической конференции 31 августа 2017 г.: в 4 частях. — Белгород: АПНИ, 2017. — Т. 1. — С. 140—142. — ISBN 978-5-9500747-6-9.
- Зотов Р. В. О черниговских князьях по Любецкому синодику. — СПб.: Типография братьев Пантелеевых, 1892. — 327 (+47) с.
- Каминьская М. Массовые захоронения времён монгольского нашествия в Центрально-Восточной Европе // Colloquia Russica. — Series I, vol. 7. — Krakow, 2017. — P. 221—232.
- Киселев М. В. Спорные вопросы батыева нашествия на Южную Русь и Прикарпатье // Русин. — 2016. — № 1(43). — С. 57—80. — doi:10.17223/18572685/43/5.
- Комаров К. И. О нашествии Батыя на Северо-Восточную Русь в 1237—1238 гг. // Вопросы истории. 2012. № 10. С. 87—96.
- Кучкин В. А. Завоевание Руси Батыем // Российская история. — 2020. — № 4. — С. 3—30. Архивировано 19 марта 2022 года.
- Майоров А. В. Повесть о нашествии Батыя в Ипатьевской летописи. Часть первая // Rossica Antiqua. — СПб., 2012. — № 1. — С. 33—94.
- Майоров А. В. Завоевание Батыем Южной Руси: к интерпретации одного известия Рашид ад-Дина // Studia Slavica et Balcanica Petropolitana. — СПб., 2015. — № 1. — С. 169—181.
- Майоров А. В. Две даты взятия Киева монголами в русских летописях // Русская литература. — 2016а. — № 2. — С. 51—59.
- Майоров А.В. Завоевание русских земель 1237—1240 гг. // Золотая Орда в мировой истории. — Казань: Академия Наук Республик Татарстан. Институт Истории им. Ш. Марджани, Оксфордский Университет, Великобритания, 2016. — С. 89—113.
- Мункуев Н. Ц. Заметки о древних монголах // Татаро-монголы в Европе и Азии : Сб. статей. — М.: Изд. Наука. АН СССР Институт Востоковедения, 1977. — С. 377—409.
- Политов В. В. Современная российская историография эпохи татаро-монгольского завоевания Руси (2000—2020) // Russian Studies Hu. — 2021. — Vol. 3, № 2. — С. 135—152.
- Чебаненко С. Б. Южная русь и Прикарпатье (Юго-западная Русь) в период монгольского нашествия: проблемы новейшей историографии // Русин. — 2016. — № 1(43). — С. 81—94. — doi:10.17223/18572685/43/6.
- Шишка Е. А. Роль и особенность монгольской разведки в планировании и ведении боевых действий в первом завоевательном походе Батыя на Северо-Восточную Русь // «Воронеж — форпост Российского государства» (к 840-летию первого упоминания г. Воронежа в русском летописании): Материалы всероссийской научной конференции / Науч. ред. Ю. В. Селезнёв. — Воронеж, 2017. — С. 60—64.
- Штайндорфф Л. Чужая война: военные походы монголов в 1237—1242 г. в хронике Фомы архидиакона сплитского // Древняя Русь. Вопросы медиевистики. — 2002. — № 34. — С. 18—29.

### Электронные ресурсы
- Монголо-татарское нашествие : [арх. 2 октября 2022] / Хрусталев Д.Г // Большая российская энциклопедия [Электронный ресурс]. — 2012.

## Летописи
- Лаврентьевская летопись // Полное собрание русских летописей. — СПб.: типография Министерства внутренних дел, 1846. — Т. 1. — 267 с.
- Ипатиевская летопись // Полное собрание русских летописей. — СПб.: Тип. Эдуарда Праца, 1843. — Т. второй. III. — 400 с.
- Рашид ад-Дин. Сборник летописей. — М.—Л.: Издательство АН СССР, 1952. — Т. 1.
- Рашид ад-Дин. Сборник летописей. — М.—Л.: Издательство АН СССР, 1960. — Т. 2.
- Рашид ад-Дин. Сборник летописей. — М.—Л.: Издательство АН СССР, 1946. — Т. 3.
- Сокровенное сказание. Монгольская хроника 1240 г. под названием Mongrol-un Niručа tobčiyаn. Юань Чао Би Ши. Монгольский обыденный изборник. / (пер. Козин С.А.). — М.Л.: Издательство Академии Наук СССР, 1941. — Т. 1.